# Kanga (Chunya)
Kanga è una circoscrizione rurale (rural ward) della Tanzania situata nel distretto di Chunya, regione di Mbeya. Conta una popolazione di 9 430 abitanti (censimento 2012).